# ژرمانیم دی‌کلرید
ژرمانیم دی‌کلرید (به انگلیسی: Germanium dichloride) با فرمول شیمیایی GeCl۲ یک ترکیب شیمیایی با شناسه پاب‌کم ۶۳۲۷۱۲۲ است. که جرم مولی آن ۱۴۳٫۵۴۶ g/mol می‌باشد. شکل ظاهری این ترکیب، جامد زرد کمرنگ و سفید است.